# Coupe d'Algérie féminine de football 2017-2018
La Coupe d'Algérie féminine de football 2017-2018 est la 20e édition de la Coupe d'Algérie féminine.
Il s'agit d'une compétition à élimination directe ouverte à tous les clubs de football Algerienne ayant une équipe féminine, organisée par la Fédération algérienne de football (FAF) et ses ligues régionales.

## Déroulement de la compétition

### Seizièmes de finale
| Date | Club              | Score         | Club                |
| ---- | ----------------- | ------------- | ------------------- |
|      | Esf Amizour       | 11 - 0        | Tadamon Touggourt   |
|      | JF Khroub         | 4 - 0         | COTS Tiaret         |
|      | Fw Oum El Bouagh  | 1 – 0         | A Sétif             |
|      | ARTSF Tebessa     | 4 – 0         | W DJELFA            |
|      | SMB Touggourt     | 0 - 13        | AS Sûreté Nationale |
|      | FJ Skikda         | 0 - 9         | MZ Biskra           |
|      | FC Constantine    | 11 – 0        | APDSF Tizi-Ouzou    |
|      | AS Evasion Bejaia | 2 – 0         | AC Biskra           |
|      | MAB Oran          | 0 - 1         | AS Oran Centre      |
|      | NE Bouira         | 1 - 1 (3 – 4) | SF El Attaf         |
|      | AFAK Relizane     | 2 – 0         | Asfw Bejaia         |
|      | CF Akbou          | 11 - 1        | Beb El Oued         |
|      | ESFOR Touggourt   | 2 - 0         | USF Bejaia          |
|      | ASE Alger Centre  | 13 - 0        | MAB Ain Beida       |
|      | WAJ Saida         | 0 – 3         | FC Bejaia           |
|      | AS Intissar Oran  | 5 – 0         | CF Bouathem         |

## Huitièmes de finale
| Date | Club | Score | Club |
| ---- | ---- | ----- | ---- |
|      |      | -     |      |
|      |      | -     |      |
|      |      | –     |      |
|      |      | –     |      |
|      |      | –     |      |
|      |      | –     |      |
|      |      | –     |      |
|      |      | –     |      |

### Quarts de finale
| Date | Club | Score | Club |
| ---- | ---- | ----- | ---- |
|      |      | -     |      |
|      |      | -     |      |
|      |      | –     |      |
|      |      | –     |      |

### Demi-finales
| Date | Club | Score | Club |
| ---- | ---- | ----- | ---- |
|      |      | -     |      |
|      |      | -     |      |

### Finale
| Date | Club | Score | Club |
| ---- | ---- | ----- | ---- |
|      |      | -     |      |

## Voir Aussi
- Championnat d'Algérie de football féminin
- Coupe de la Ligue d'Algérie de football féminin
- Supercoupe d'Algérie de football féminin